# Ivonne Passada
Ivonne Passada Leoncini (Montevideo, 4 de abril de 1956-11 de marzo de 2023) fue una profesora, sindicalista y política uruguaya. Fue diputada de la República desde 2005 hasta 2015 y senadora de la República de 2015 a 2020, siempre por el Frente Amplio.

## Biografía
Realizó sus estudios primarios y secundarios en el Colegio Clara Jackson de Heber. Concluidos estos, ingresó a la Facultad de Derecho de la Universidad de la República. Sin embargo, terminó por realizar estudios de Sociología en el Instituto de Ciencias Sociales de la misma universidad, cursando a su vez, estudios de Seguridad Industrial en la UTU. Desde 1984 se desempeñó como profesora del Universidad del Trabajo del Uruguay (UTU) y como docente de Seguridad Industrial, tareas que desempeñó hasta 2004.
Fue una activa militante de las comisiones barriales y de fomento de la zona de Malvín Norte.
Desde 1984 se integró a la reconstrucción democrática de los Sindicatos de la Educación y del PIT-CNT; conformó la dirección sindical de AFUTU (Asociación de Funcionarios de UTU) desde 1985 hasta 2002. Desde 2002 a 2004 integró la Dirección del PIT-CNT y su Secretariado siendo una de las coordinadoras. 

## Ámbito político
Comenzó a militar en el Movimiento de Liberación Nacional Tupamaros en 1985 y desde 2002 pasó a integrar la Dirección Nacional del Movimiento de Participación Popular, sector político del Frente Amplio. 
En las elecciones nacionales del 31 de octubre de 2004 resultó elegida diputada suplente. Asumió como diputada titular el 1 de marzo de 2005, cuando Eduardo Bonomi, de quien Passada era suplente, asume la titularidad del Ministerio de Trabajo y Seguridad Social. Desde entonces integró la Comisión de Legislación del Trabajo y la Comisión Especial de Género y Equidad de la Cámara de Representantes. En 2006 es electa vicepresidenta de la Comisión de Legislación del Trabajo y en 2007 es electa presidenta de dicha comisión.
En las elecciones de octubre de 2009 encabezó la lista del MPP en diputados por Montevideo.
El lunes 15 de febrero de 2010 asumió como presidenta de la Cámara de Representantes de la nueva legislatura.
En junio de 2012 asumió la nueva presidenta del Frente Amplio, Mónica Xavier; se eligieron además tres vicepresidentes, uno de ellos Passada, acompañada por el senador Rafael Michelini (Nuevo Espacio) y el excoordinador del Pit-Cnt Juan Castillo (Partido Comunista del Uruguay).
En octubre de 2012 fue propuesta para ocupar la Vicepresidencia de la Unión Interparlamentaria Mundial, función para la que fue elegida por unanimidad.
En las elecciones nacionales de octubre de 2014, fue reelegida diputada montevideana por el Espacio 609 del Frente Amplio e integró la lista del sector al Senado como primera suplente del ministro del Interior, Eduardo Bonomi.
Ratificado Bonomi como Secretario de Estado por el presidente Tabaré Vázquez, asumió funciones como senadora de la República en su reemplazo.
Para las elecciones municipales de 2020 en Montevideo, Se postuló al cargo de alcaldesa en el Municipio CH. En noviembre de 2021, se postuló a la presidencia del Frente Amplio.
Falleció el 11 de marzo de 2023 a los 66 años, y su sepelio fue en el Palacio Legislativo del Uruguay.